# Вентворт Фіцджеральд, 17-й граф Кілдер
Вентворт Фіцджеральд (англ. Wentworth FitzGerald; 1634 — 5 березня 1664) — XVII граф Кілдер — ірландський аристократ, лорд, барон, граф, пер Ірландії, ірландський політик, депутат палати громад парламенту Англії, депутат палати лордів парламенту Ірландії.

## Життєпис
Вентворт Фіцджеральд був сином Джорджа Фіцджеральда — XVI графа Кілдер та леді Джейн Бойл — дочки Річарда Бойла — І графа Корк. У 1660 році він успадкував землі, володіння, маєтки, замки свого батька.
Вентворт Фіцджеральд служив губернатором графства Короля, графства Кілдер та графства Королеви, що колись були створені на території Ірландії. Він ніколи не володів землями в Англії, зокрема в нього ніколи не було земель чи замків в Ноттінгемширі, але в квітні 1660 року він був обраний в парламент Англії від Східного Ретфорда. У 1661 році він став депутатом парламенту Ірландії — палати лордів і був приведений до присяги як член Таємної ради Ірландії. Він брав активну участь у роботі парламентів і в роботі таємної ради.

## Родина
Вентворт Фіцджеральд одружився з леді Елізабет — дочкою Джона Холла — ІІ графа Клер.

## Смерть і спадкоємці
Вентворт Фіцджеральд помер у березні 1664 року. Спадкоємцем став його син Джон. Його дочка — леді Анна вийшла заміж за Г'ю Боскавена Треготнана. Після смерті чоловіка вона одружилася вдруге з Френсісом Робертсом.